# 요한 베이언

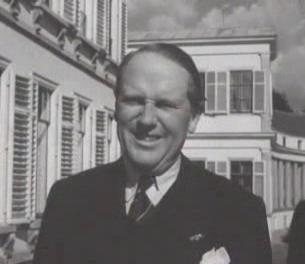
1952년 당시의 요한 베이언

요한 빌럼 "빔" 베이언(네덜란드어: Johan Willem "Wim" Beyen, 1897년 5월 2일 ~ 1976년 4월 29일)은 위트레흐트에서 1897년 5월 2일에 태어나, 1976년 4월 29일 헤이그에서 죽은 네덜란드의 은행가이자 정치인, 외교관이다.
1952년부터 1956년까지 네덜란드의 외교부장관이었으며, 오랜 기간 동안 주 프랑스 네덜란드 대사로 있었다. 일생동안 정당에 속해 있지 않았으나, 가톨릭 국민당(Katholieke Volkspartij)의 지지를 받았다(원래 프로테스탄트였으나 나중에 로마 가톨릭으로 개종한다).
그는 외교부 장관으로 봉직시, 유럽 경제 공동체(EEC)의 기초로서, 정치통합체와 합쳐진 공동시장을 창안하였다. 이것이 바로 베이언 플랜(Beyen Plan)이다. 그는 ECSC(유럽 석탄철강 공동체)처럼 산업 부문별 통합보다는 수평적 통합을 선호하였다.